# Mosaico do Espinhaço

O Mosaico do Espinhaço: Alto Jequitinhonha - Serra do Cabral abrange uma área de aproximadamente 2 milhões de hectares, onde estão localizadas importantes unidades de conservação como o Parque Nacional das Sempre-Vivas e o Parque Estadual do Rio Preto no estado de Minas Gerais, Brasil.

## Localização
A Serra do Espinhaço estende-se por cerca de 1.200 quilômetros, indo do Quadrilátero Ferrífero no centro-sul de Minas Gerais até a Chapada Diamantina ao norte da Bahia. As montanhas ficam entre o bioma cerrado a oeste, a Mata Atlântica a leste e a caatinga ao norte, distribuídas em 25 municípios. Nas regiões mais altas os campos rochosos abrigam um ecossistema de indispensável biodiversidade. A área engloba 19 Unidades de Conservação (UCs) de proteção integral e de uso sustentável.

## Histórico
Em 2005, a UNESCO reconheceu uma grande parte da Cadeia do Espinhaço em Minas Gerais como uma Reserva da Biosfera.
Seguiram-se discussões sobre como conservar melhor os ecossistemas, e as primeiras propostas para um Mosaico de Unidades de Conservação do Espinhaço: Alto Jequitinhonha - Serra do Cabral foram feitas no final de 2007. As atividades oficiais começaram em abril de 2008, coordenadas pelo Instituto Biotrópicos, uma ONG científica e conservacionista, em parceria com o Instituto Estadual de Florestas de Minas Gerais (IEF) e com o apoio da Conservation International Brasil e do Instituto Chico Mendes de Conservação da Biodiversidade (ICMBio).
A área pertinente foi definida como 910.000 hectares da porção elevada do Vale do Jequitinhonha e da Serra do Cabral, incluindo unidades de conservação e suas zonas de amortecimento. Ela incluiu sete unidades totalmente protegidas e cinco áreas de proteção ambiental em 14 municípios: Itamarandiba, Senador Modestino Gonçalves, São Gonçalo do Rio Preto, Felício dos Santos, Rio Vermelho, Couto de Magalhães de Minas, Santo Antônio do Itambé, Serra Azul de Minas, Serro, Diamantina, Buenópolis, Joaquim Felício, Bocaiuva e Olhos-d'Água.

## Organização
O Mosaico do Espinhaço no estado de Minas Gerais foi reconhecido pela portaria 444 de 26 de novembro de 2010, que também criou o conselho gestor.  O conselho inclui representantes de órgãos públicos e organizações da sociedade civil. É administrado pelo ICMBio.
Como ferramenta de manejo integrado para um conjunto de unidades de conservação que se sobrepõem ou estão próximas umas das outras, o mosaico expande as ações de conservação para além do escopo das unidades individuais.

## Unidades constitutivas
O mosaico foi criado com as seguintes unidades de conservação:

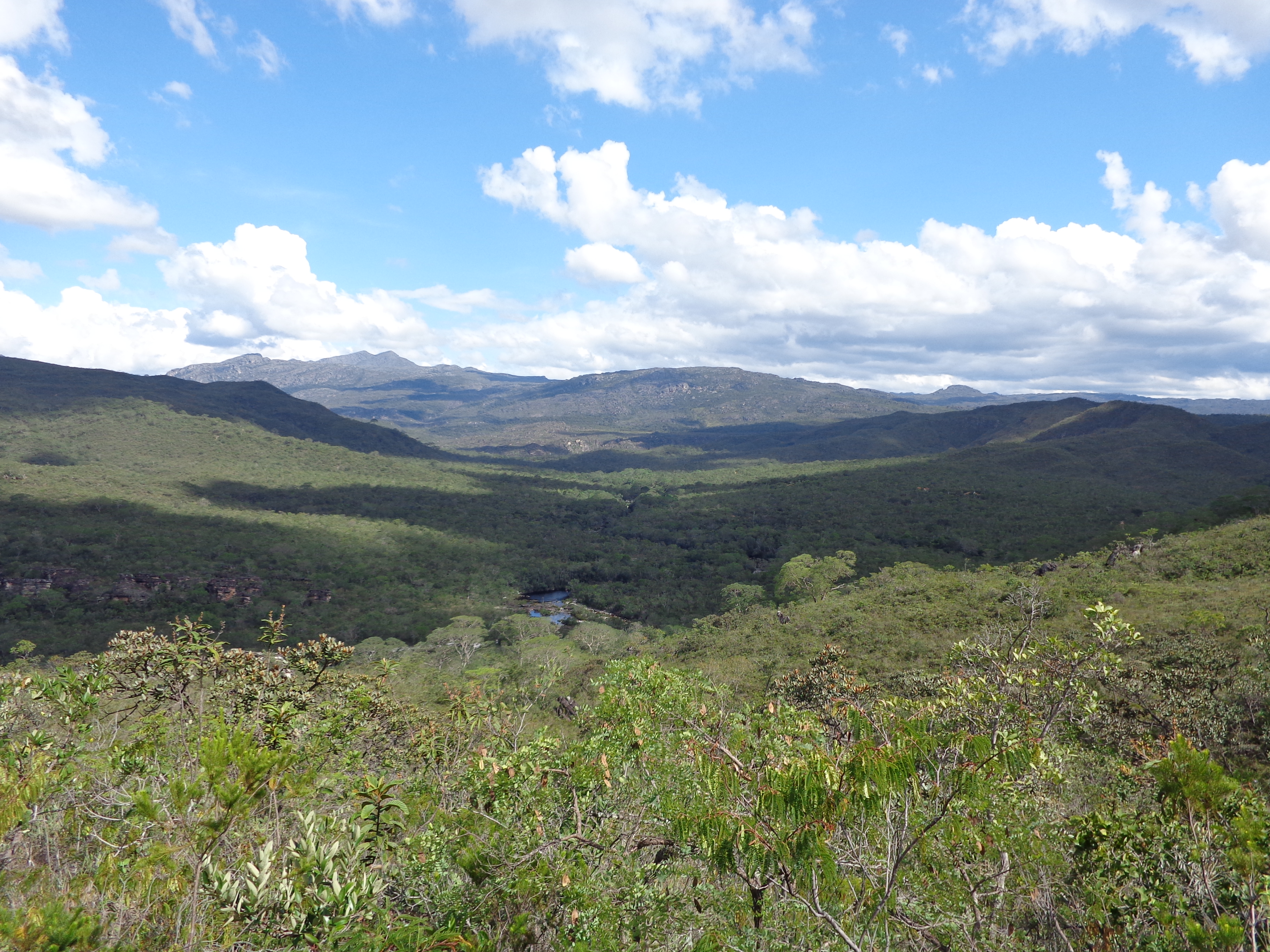
Rio Preto State Park

| Unidade                                 | Nível     | Criado em | Área (ha) |
| --------------------------------------- | --------- | --------- | --------- |
| APA das Águas Vertentes                 | estadual  | 1998      | 76,310    |
| Parque Estadual do Biribiri             | estadual  | 1998      | 16,999    |
| Área de Proteção Ambiental Felício      | municipal |           | 11,476    |
| Estação Ecológica Mata dos Ausentes     | estadual  | 1974      | 498       |
| Parque Estadual do Pico do Itambé       | estadual  | 1998      | 4,696     |
| Área de Proteção Ambiental do Rio Manso | municipal | 1998      | 7,331     |
| Parque Estadual do Rio Preto            | estadual  | 1994      | 10,750    |
| Parque Nacional das Sempre-Vivas        | federal   | 2002      | 124,154   |
| Parque Estadual da Serra Negra          | estadual  | 1998      | 13,654    |
| Parque Estadual da Serra do Cabral      | estadual  | 2005      | 22,494    |

## Links da web
Mosaicos de unidades de conservação PDF em português. Consultado em 31 de julho 2022
https://www.researchgate.net/publication/323117976_Possibilidades_de_desafetacao_e_recategorizacao_em_unidades_de_conservacao_de_protecao_integral_as_UCs_da_porcao_central_do_Mosaico_do_Espinhaco_Minas_GeraisBrasil Consultado em 31 de julho 2022
Centro Nacional de Pesquisa e Conservação de Mamíferos Carnívoros Consultado em 31 de julho 2022
Instituto Socioambiental Consultado em 31 de julho 2022
Mosaico do Espinhaço: Alto Jequitinhonha- Serra do Cabral, ICMBio Consultado em 31 de julho 2022
Mosaico do Espinhaço: Alto Jequitinhonha - Serra do Cabral Consultado em 31 de julho 2022